# Corgatha ozolica
Corgatha ozolica là một loài bướm đêm trong họ Erebidae.